# Луи-Франсоа дьо Буфлер
Луи-Франсоа, херцог дьо Буфлер (на френски: Louis-François, duc de Boufflers) е маршал на Франция (1644 – 1711), който участва във всички войни на Луи XIV.

## Живот

### Произход и младост
Роден в старо аристократично семейство от Пикардия, Северна Франция, което притежава титлата маркиз на Буфлер в областта Понтию.
През 1662 г. става кадет в Гвардейския корпус и още на следващата година участва във военни действия. През 1664 г. се включва във френската атака срещу североафриканската крепост Джиджели, а през 1667 г. служи в Нидерландия по време на Деволюционната война. Полковник от 1669 в кралските драгуни, участва в окупирането на Горна Лотарингия, заедно с маршал дьо Креки.

### Пътят до маршалския жезъл
Големият възход на Буфлер започва през Холандската война (1672 – 1678 г.), когато служи при Тюрен и отговаря за предпазването на неговата армия в Нидерландия от действащите в гърба ѝ имперски сили. По време и скоро след войната той бързо се издига през различните генералски чинове: бригадир (1673), фелдмаршал (1677), генерал-полковник (1678) и генерал-лейтенант (1681).
В началото на Деветгодишната война (1688 – 1697) за пръв път получава правото да командва самостоятелна операция. Неговата акция в Германия през 1689 г. довежда до превземането на Кайзерслаутерн, Вормс, Опенхайм и Майнц от французите. След това участва в битката при Фльорюс като помощник на маршал Люксамбур, ранен е при обсадата на Монс през 1691 г., обсажда Намюр през 1692 г., воюва и в битката при Щайнкирк през същата година. С тези действия той се доказва като талантлив, макар и не гениален стратег, смел и решителен командир, лоялен офицер на краля.
През 1693 г. е един от осемте нови Маршали на Франция – заслужена награда за неговия труд.

### Войната за испанското наследство
В началото на Войната за испанското наследство Буфлер командва армията в Нидерландия, като умело действа срещу англо-холандските сили, начело с Марлборо. През 1703 г. печели малката победа при Екерен срещу холандците, за което е награден от испанския крал Фелипе V и прехвърлен като началник на кралската охрана. Отново е на бойното поле от август до декември 1708 г. като началник на обсадения от съюзниците град Лил. Той не само поема инициативата за укрепването на града, но и за дългата му отбрана, която при неговите 16 000 души не е изглеждала възможна срещу 100 000 съюзници. Неговата упорита съпротива не само проваля планираното за тази година вражеско нахлуване дълбоко във Франция, но и довежда до безпрецедентния факт победителите да му дадат правото да определи условията на своята капитулация. Луи XIV го превръща в пер на Франция и му дава титлата херцог, като го нарича „един от най-заслужилите ми генерали“.
В началото на 1709 г. Буфлер се отказва от военната кариера, но се записва като доброволец в армията след призива на краля. Има решителна роля за стратегическата победа на французите при Малплаке, тъй като след раняването на Вилар, именно Буфлер поема командата на френската армия и я извежда от бойното поле в пълен ред. Умира две години по-късно и е погребан в църквата Сен-Пол в Париж.